# Ковалевский, Ян
Ян Ковалевский, пол. Jan Kowalewski (23 октября 1892, Лодзь — 31 октября 1965, Лондон) — польский шифровальщик, математик и лингвист, сумевший взломать советские и белогвардейские шифры во время советско-польской войны 1919—1921 годов. Длительное время служил во 2-м отделе Генерального штаба Войска польского, дослужился до чина подполковника.

## Молодость
Родился 23 октября 1892 года в Лодзи. Окончил в Лодзи торговую гимназию. В 1909—1913 годах учился в Льежском университете (Бельгия), где получил диплом по технической химии. Владел несколькими иностранными языками: немецким, французским и русским.
После начала первой мировой войны был мобилизован в русскую армию. Был офицером резерва инженерных войск, в это время получил множество знаний, которые пригодились ему в дальнейшей криптографической работе.

## 20-летие между мировыми войнами
После февральской революции поступил в штаб 2-го польского корпуса, расположенного на Украине. Входил в Польскую военную организацию, руководил разведкой 4-й дивизии польских стрелков под командованием генерала Л. Желиговского. Вместе с дивизией вернулся в независимую Польшу в мае 1919 года.
После возвращения на родину — организатор и начальник отдела 2 радиоразведки Бюро шифров 2-го отдела Генерального штаба Войска польского в 1919—1924 году. Ему доверено создание группы дешифровщиков при Генеральном штабе. Фактически ему удалось создать целую сеть станций прослушивания радиосообщений, связанных с Генштабом при помощи телеграфа Хьюза. Привлёк к участию виднейших математиков Польши.
С августа 1919 года и до конца 1920 года польская радиоразведка перехватила несколько тысяч шифрограмм (в основном Красной Армии), в целом их количество составляло летом 1920 года порядка 400—500 в месяц. В архиве польского Бюро шифров хранится свыше 100 ключей, взломанных с середины 1919 по конец 1920 года. С течением времени срок взлома шифра уменьшился с 2 недель до 2-3 дней.
Во время Варшавского сражения в августе 1920 года информация от Ковалевского имела важнейшее значение для стратегических решений Пилсудского, сыгравших роль в разгроме армии Тухачевского.
По окончании советско-польской войны в марте 1921 года направлен в Верхнюю Силезию вместе с рядом других офицеров 2-го отдела.
За свои заслуги Ковалевский в 1921 году получил Серебряный крест ордена Виртути Милитари.
С 1923 года был криптографом на службе Японии, за что получил высшую награду страны — орден Восходящего солнца.
В 1928 году окончил Высшую военную школу в Париже. В 1928—1933 годах — военный атташе Польши в Москве. Признанный «персоной нон грата», был вынужден вернуться на родину. Получил аналогичную должность в Бухаресте, где работал в 1933—1937 годах.
С 1937 года — начальник штаба Лагеря национального объединения и директор представительства Общества импорта стратегического сырья TISSA, связанного со 2-м отделом.

## Вторая мировая война и эмиграция
В сентябре 1939 года, после эвакуации в Румынию, Ковалевский сотрудничал в бухарестском комитете помощи беженцам, который он возглавлял. В январе 1940 года переехал во Францию. Незадолго до поражения Франции эвакуировался в июне 1940 года из Парижа и через Испанию попал в Португалию, где стал членом комитета по делам беженцев, сначала в Фигейра-да-Фош, а затем в Лиссабоне.
В рамках «Континентальной акции» Ковалевский руководил разведывательными операциями во всей Европе, проводил тайные переговоры с представителями Венгрии, Румынии и Италии по вопросу выхода этих стран из войны. Переговоры также касались недопущения отправления польских сил на восточный фронт, помощи польским военнопленным на территориях этих государств. Лиссабонская группа вела закулисные переговоры с немецкими антигитлеровскими заговорщиками.
Дипломатическая деятельность Ковалевского, направленная на расширение контактов между восточноевропейскими сателлитами Германии и западными государствами с целью вывода первых из войны, оказалась во многом безуспешной из-за отсутствия у западных держав внятной концепции о месте восточноевропейских государств в их политике, и в частности, в борьбе против гитлеровской Германии. Гибкость по отношению к Италии, Венгрии, Румынии, Болгарии и Финляндии, по мнению Ковалевского, могла бы сократить войну и не допустить последующего 50-летнего доминирования СССР в Восточной Европе.
Ян Ковалевский был уволен с должности 20 марта 1944 года по категорическому требованию Сталина, высказанному в декабре 1943 года Черчиллю на Тегеранской конференции.

## Послевоенные годы
После войны Ковалевский остался в эмиграции в Лондоне. С 1955 года издавал ежемесячный журнал East Europe and Soviet Russia, сотрудничал с Радио «Свободная Европа». До конца жизни сохранял ясность мысли, продолжал заниматься дешифровкой (в 1963 году ему удалось дешифровать шифрованные записи польского революционера Р. Траугутта). Умер от рака 31 октября 1965 года в Лондоне.